# Maculinea sosinomos
Maculinea sosinomos är en fjärilsart som beskrevs av Hans Fruhstorfer 1934. Maculinea sosinomos ingår i släktet Maculinea och familjen juvelvingar. Inga underarter finns listade i Catalogue of Life.